# Танец со стаканчиками
Танец со стаканчиками (азерб. Stəkanlarla rəqs) — азербайджанский народный женский танец.

## Мелодия танца
В танце со стаканчиками звучит мелодия танца «Мирзаи».

## Исполнение
Во время исполнения танцовщица отодвигает кисти ладонями вверх и ставит на каждую ладонь, как на поднос, по два небольших стаканчика. В танце ладонь испольнительницы сгибается и в это время стаканчики прикасаются один к другому, в результате чего издаётся мелодичный звон.
Танец входил в репертуар народной артистки Азербайджана Амины Дильбази.